# Myctophum ovcharovi
Myctophum ovcharovi és una espècie de peix de la família dels mictòfids i de l'ordre dels mictofiformes.

## Morfologia
- Els mascles poden assolir 7,2 cm de longitud total i 6,8 g de pes.[4][5]

## Hàbitat
És un peix marí i tropical que viu entre 40-90 m de fondària.

## Distribució geogràfica
Es troba a l'Índic i el Pacífic central occidental (3° 55′ N, 142° 45′ E).